# Pedro Sánchez de Neyra y Castro
Pedro Sánchez de Neyra y Castro, quinto Marqués de Casa Alta, fue un deportista y dirigente deportivo español, que ha pasado a la historia por ser el primer presidente de la de la Federación Española de Clubs de Football. También fue presidente de la Unión Velocipédica Española.

## Biografía
Nacido en Madrid, era hijo del coronel de Caballería don Antonio Sánchez de Neyra y Romero y doña Carmen Castro y Valdivia. Tenía dos hermanos, Antonio y Blas. 
Proveniente de una familia de larga tradición militar, su hermano Antonio fue coronel, además de jugador del Real Madrid y miembro de su primera Junta Directiva y su sobrino Antonio Sánchez de Neyra y Mille fue capitán de fragata.
Su hermano Antonio fue jugador fundador y miembro de la Primera Junta Directiva del Real Madrid.
Se convirtió, en 1896 en el primer presidente del ciclismo español.
Fue el primer presidente de la Federación Española de Clubs de Football, entidad que se constituyó en Madrid el 14 de octubre de 1909